# تشان مينغ هونغ
تشان مينغ هونغ (بالصينية: 陳銘剛) (1 يوليو 1985 بهونغ كونغ في الصين - ) هو لاعب كرة قدم صيني في مركز الوسط. لعب مع نادي سيتيزن وHappy Valley AA ‏ وهونغ كونغ بيغاسوس ‏ وHong Kong 08 ‏ وSouthern District FC ‏.

## وصلات خارجية
- تشان مينغ هونغ على موقع قاعدة بيانات كرة القدم.إي يو (الإنجليزية)
- تشان مينغ هونغ على موقع Soccerway.com (الإنجليزية)